# خان عبدالغفار خان
خان عبدالغفار خان (۱۸۹۰–۲۰ ژانویه ۱۹۸۸) یکی از رهبران مسلمان پشتون در شبه قاره هند) و از همراهان ماهاتما گاندی در جنبش استقلال هند بود، که به‌دلیل فعالیت‌های غیر خشونت‌آمیزش در برابر استعمار انگلیس شهره است.
خان عبدالغفار خان (۱۸۹۰–۲۰ ژانویه ۱۹۸۸) (به زبان پشتو: خان عبدالغفار خان، به زبان اردو: خان عبدالغفار خان)، همچنین به فخر افغان نیز معروف است (اردو: فخر افغان (پشتون)، "افتخار افغان (پشتون)") و باچا خان (پشتو: باچا خان، "پادشاه سران")، پاچا خان پادشاه خان، یکی از فعالان آزادی و استقلال پشتون بود. او یک رهبر سیاسی و معنوی شناخته شده برای مخالفت مسالمت‌آمیز با راج بریتانیایی در هند بریتانیایی، و تمام عمر خود صلح طلب و مسلمان بود.[۱] یکی از دوستان نزدیک مهاتما گاندی بود، به‌طوری‌که توسط هندی‌ها باچا خان، "مرز گاندی" نامیده می‌شد. و او را بالاتر از کاندی می‌دانند.
باچا خان، در سال۱۹۱۰، یک مدرسهٔ مسجد در زادگاه خویش اوتمانزای، افتتاح کرد، و در سال ۱۹۱۱ به جنبش آزادی حاجی صاحب تورنگزایی پیوست. با این حال در سال ۱۹۱۵، مقامات بریتانیایی مدرسهٔ مسجد وی را ممنوع اعلام کردند. پس از شاهد شکست‌های مکرر شورش علیه راج بریتانیایی، باچا خان تصمیم گرفت که فعالیت‌های اجتماعی و اصلاحات برای پشتون‌ها بیشتر مفید خواهد بود. این امر منجر به تشکیل انجمن اصلاح افغان (" انجمن اصلاح افغان") در سال ۱۹۲۱، و جنبش نوپای پشتون جرگه ("مجمع پشتون") در سال ۱۹۲۷ شد.
پس از بازگشت باچا خان از حج در ماه مه سال ۱۹۲۸، ماهنامه سیاسی با نام پکستون به زبان پشتو منتشر کرد. در نهایت، در نوامبر ۱۹۲۹، باچا خان جنبش خدمتگران خدا ("بندگان خدا") به راه انداخت که این موفقیت توسط امپراتوری بریتانیا سرکوب شد. او و طرفدارانش مانند جنبش استقلال هند خیلی رنج بردند.
باچا خان در سال ۱۹۶۲، زندانی بین‌المللی عقیدتی سال شناخته شد. در سال ۱۹۸۷، او برای اولین بار به عنوان یک غیر هندی جایزه بهارات رنتا (بالاترین جایزه غیرنظامی هند) را از آن خود کرد. باچا خان مبارز آزادی‌خواه مهم، یک قهرمان ملی پشتون و یکی از چهره‌های کلیدی ناسیونالیسم پشتون بود.
باچا خان به شدت مخالف تقاضای جمع مسلمانان هند برای جداسازی هند بود. هنگامی که کنگره ملی هند طرح تقسیم‌بندی را بدون مشورت با رهبران گروه خدمتگزاران خدا اعلام کرد، او بسیار احساس ناراحتی کرد و گفت: "شما ما را جلوی گرگ پرتاب کردید".
پس از تقسیم‌بندی، باچا خان متعهد وفاداری به پاکستان و خواستار یک واحد اداری مستقل "پشتون" در داخل کشورپاکستان شد، اما او مدام توسط دولت پاکستان در بین سال‌های ۱۹۴۸ و ۱۹۵۴ دستگیر شد، و در سال ۱۹۵۶ بخاطر مخالفت برای طرح واحد که حکومت اعلام کرد که منجر به ادغام استان غرب پنجاب، سند، استان مرزی شمال غرب و بلوچستان با اداره غرب پاکستان می‌شد، دستگیر شد.
باچا خان نیز بسیاری از دهه۱۹۶۰ و۱۹۷۰ یا در زندان یا در تبعید به سر برد. قبل از مرگ او در سال ۱۹۸۸ در پیشاور تحت بازداشت خانگی بود که پس از مرگ وی به وصیت خودش، او را در خانه خود در جلال‌آباد، افغانستان به خاک سپردند. ده‌ها هزار نفر از مردم عزادار در مراسم تشییع جنازه او، راهپیمایی از طریق گذرگاه خیبر از پشاور به جلال‌آباد، شرکت کردند اگر چه آن راهپیمایی توسط انفجار دو بمب به کشته شدن ۱۵ نفر منجر شد. با وجود مبارزه سنگین در آن زمان، هر دو طرف از جنگ شوروی در افغانستان، ارتش کمونیستی و مجاهدین، آتش بس اعلام کردند تا با این کار اجازه دهند تا دفن او شود.

## سال‌های اولیه
غفار خان در یک خانواده مسالمت‌آمیز و مرفه از اوتمنزای، در دره پیشاور بریتانیای هند متولد شد. پدرش، بهرام خان، صاحب یک زمین در منطقه هشتنگر بود. غفار پسر دوم بهرام به مدرسه بریتانیایی مأموریت ادوارد رفت از آنجایی که تنها این مدرسه به‌طور کامل دانش‌آموز میذیرفت چون توسط مبلغان اجرا شده بود. در مدرسه غفار جوان درس خود را به خوبی انجام داد و از مربی خود ریورند ویگرام برای نشان دادن اهمیت آموزش و پرورش در خدمت به جامعه الهام گرفت. به او در ده سالگی و سال آخر خود از دبیرستان توسط یک کمیسیون بسیار معتبر در راهنماهای نخبگان، شرکت به عنوان سربازان پشتون راج بریتانیا ارائه شد. غفار جوان در این کمیسیون به عنوان افسران درجه دوم حتی در کشور خود برگزیده شد. او تصمیم گرفت مطالعات عالی دانشگاهی را ادامه دهد و به توصیه مربی خود ریورند ویگرام، همراه برادر خود دکتر خان صاحب، به تحصیل در لندن مشغول شود. یک موقعیت در دانشگاه علیگره مسلمان به وجود آمد، او در نهایت اجازه پدرش را دریافت کرد، اما مادر غفار تمایلی به از دست دادن فرهنگ و مذهب پسرش در لندن نبود؛ بنابراین غفار به کار بر روی زمین‌های پدرش شروع کرد در حالی که تلاش می‌کرد تشخیص دهد چه کاری برای زندگی او بهتر است[۸].
در پاسخ به عدم توانایی خود برای ادامه تحصیل، غفار خان برگشت و کمک به دیگران را شروع کرد. مانند بسیاری از مناطق جهان، اهمیت استراتژیک استان مرزی شمال غرب که به تازگی شکل گرفته (در حال حاضر خیبر پختونخوا پاکستان) به عنوان یک موقعیت برای راج بریتانیا از نفوذ روسیه، و علاوه بر آن سود کمی برای ساکنان آنجا دربرداشت. ظلم و ستم از بریتانیا، سرکوب مراجع دینی، و خشونت و انتقام‌گیری فرهنگ باستانی، غفار را بر آن داشت که برای خدمت و بالا بردن سطح دانش مردان و زنان سعی و تلاش خود را شروع کند. در سن ۲۰ سالگی، غفار اولین مدرسه خود را در یوتزای افتتاح کرد. این یک موفقیت مقطعی بود و او چندی بعد به یک دایره بزرگتر از اصلاح طلبان فکر دعوت شد.

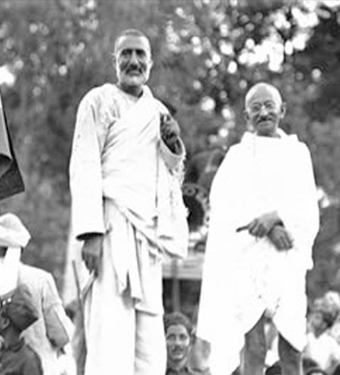
خان عبدالغفار خان در کنار ماهاتما گاندی

در حالی که او بسیار با مخالفت و مشکلات شخصی مواجه بود، غفار خان مدام کار می‌کرد و خستگی ناپذیر بود که به سازماندهی و بالا بردن سطح آگاهی پشتون برسد. او بین سال‌های ۱۹۱۵ و ۱۹۱۸ به ۵۰۰ روستا در تمام بخشی‌های ولسوالی خیبر پختونخوا بازدید کرد. در این فعالیت عجیب بود که او به عنوان پادشاه (باچا) خان (پادشاه ستاد) شناخته شد. او برای اولین بار در سال ۱۹۱۲ با مهراکاندا دختر یار محمد خان از قبیله محمدزی از روستای رزار از توابع یوتمنزای ازدواج کرد. آن‌ها در سال ۱۹۱۳ صاحب یک فرزند پسر شدند، عبدالغنی خان، که به یک هنرمند و شاعر برجسته تبدیل شد. بعد از آن یک فرزند پسر دیگر به نام عبدالولی خان (۱۷ ژانویه ۱۹۱۷) و یک فرزند دختر به نام ساردارو نیز به دنیا آمدند. مهراکاندا در هنگام آنفلوآنزای اپیدمی در سال ۱۹۱۸ درگذشت. در سال ۱۹۲۰، عبدالغفار خان دوباره ازدواج کرد، همسر جدید او، نامباتا، دخترعموی همسر اول خود و دختر سلطان محمد خان از اهالی رازر بود. او برای غفار یک دختر به نام مهر تاج (۲۵ مه ۱۹۲۱ الی ۲۹ آوریل ۲۰۱۲)، و یک پسر به نام عبدالعلی خان (۲۰ اوت ۱۹۲۲ الی ۱۹ فوریه ۱۹۹۷) به دنیا آورد. متأسفانه، در سال ۱۹۲۶ نامبادا خیلی زود به علت سقوط از پله‌های آپارتمان محل اقامت، در اورشلیم درگذشت.
در این زمان، هدف غفار خان تشکیل یک هند متحد، مستقل، سکولار بود. برای رسیدن به این منظور، او خدای خدمتگر("بندگان خدا")، که معمولاً با "پیراهن قرمز" (سرخ‌پوش) شناخته می‌شدند، در طول دهه ۱۹۲۰ تأسیس کرد.
خدای خدمتگر بر اساس باور قوی و مفهومی گاندی که همان ساتیاگراها بود، تشکیل شد. یک شکل خشونت پرهیزی که در ابتدای تأسیس نیز روی همین موضوع قسم یاد کرد. او در جمع اعضای اعضای آن گفت:
"من می‌خواهم به شما سلاح‌هایی بدهم که پلیس و ارتش قادر نخواهد بود در مقابل آن‌ها ایستادگی کند. این سلاح پیامبر است، اما شما از آن آگاه نیستید. آن سلاح صبر و عدالت است. هیچ قدرتی روی زمین نمی‌تواند در برابر آن ایستادگی کند.
این گروه بیش از ۱۰۰٬۰۰۰ عضو جذب کرد و در مخالفت با پلیس بریتانیا و ارتش به اسطوره (و سربازان جان بر کف) تبدیل شد. از طریق تظاهرات، سازمان‌های سیاسی و مخالفت‌های خشونت پرهیزی، خدای خدمتگر به برخی موفقیت و تسلط بر سیاست خیبر پختونخوا دست یافت. برادر او، دکتر عبدالجبار خان (معروف به دکتر خان صاحب)، به رهبری جناح سیاسی جنبش، و وزیر ارشد استان (از اواخر دهه ۱۹۲۰ تا سال ۱۹۴۷ زمانی که دولت محمد علی جناح از گروه مسلمانان برکنار شد) منصوب شد.
غفار خان یک دوستی نزدیک، معنوی، و صمیمی با مهاتما گاندی، پیشگام خشونت پرهیزی نابسامانی‌های مدنی در هند، برقرار کرد. این دو باعث تشویق و انگیزه همدیگر بودند و تا سال ۱۹۴۷در یک راستا فعالیت می‌کردند. خدای خدمتگر (بندگان خدا) با کنگره ملی هند، پیشرو در مبارزه با سازمان ملی آزادی، که غفار خان عضو ارشد و قابل احترام بود کار می‌کرد. در موارد متعدد زمانی که کنگره به نظر مخالف با نظر گاندی در سیاست می‌رسید، غفار خان از نظر او دفاع می‌کرد. در سال ۱۹۳۱ کنگره او را در انتخابات ریاست حزب انتخاب کرد، اما قبول نکرد و گفت: «من یک سرباز ساده و خدای خدمتگر هستم، و من فقط می‌خواهم خدمت کنم.» او سال‌های زیادی در کمیته‌های مختلف کنگره فعالیت داشت تا اینکه در سال ۱۹۳۹ به دلیل اختلاف نظر با سیاست‌های جنگی حزب استعفاء کرد. او زمانی که سیاست‌های جنگی تجدید نظر شد، دوباره به حزب کنگره بازگشت.
در تاریخ ۲۳ آوریل ۱۹۳۰، غفار خان در تظاهرات سالت ساتیاگرها دستگیر شد. گروه خدای خدمتگر در بازار قصه‌خوانی (قصه‌گویان) پیشاور جمع شده بودند. انگلیسی‌ها به سربازان دستور آتش با سلاح در میان جمعیت غیر مسلح، دادند که منجر به کشته شدن حدود۲۰۰ تا-۲۵۰ نفر شد. اعضای خدای خدمتگر مطابق با آموزش‌های تحت غفار خان خود، در عدم خشونت عمل، رو به گلوله مقاومت کردند. دو جوخه از تفنگ برای مقاصد صلح‌آمیز در جمعیت خشونت پرهیز، خودداری کردند. آن‌ها پس از این ماجرا در دادگاه با مجازات‌های سنگین، از جمله حبس ابد محکوم بودند.
غفار خان مدافع حقوق زنان و عدم خشونت بود. او به یک قهرمان در یک جامعه تحت سلطه خشونت تبدیل شد و با وجود دیدگاه‌های لیبرال خود، ایمان خلل ناپذیر او و شجاعت آشکار منجر به احترام بسیار زیاد شد. او در طول زندگی‌اش، ایمان به روش خشونت پرهیزی خود یا در سازگاری اسلام و عدم خشونت هرگز از دست نداده است. او جهاد را مبارزات خود تنها برای دشمن شمشیر کشیده جایز می‌دانست. او به گاندی نزدیک بود زیرا اصول عدم خشونت او شناخته شده بود و او به عنوان مرز گاندی در هند شناخته شده است. یکی از همکاران کنگره وی، پاندیت امیر چند بمبوال پیشاوری بود.
غفار خان به شدت با جداسازی هند مخالف بود. در حالی که بسیاری از پشتون‌ها (به‌خصوص کسانی که پیراهن سرخ می‌پوشیدند) مایل به همکاری با سیاستمداران هند بودند، بسیاری از پشتون‌های دلسوز دیگر جداسازی هند را به امید خروج بریتانیایی‌ها به صلاح نمی‌دانستند. غفار خان در سال ۱۹۴۶ مورد حمله ضد مسلمانان قرار گرفت، که منجر به بستری شدن او در بیمارستان در پیشاور شد.
حزب کنگره اقداماتی را برای جلوگیری از جداسازی، مانندطرح مأموریت کابینه و پیشنهادهای گاندی به دبیرکل جناح، انجام دادند. نتیجه این اقدام‌ها این بود که، غفار خان و پیروان او خیانت دوطرفهٔ هند و پاکستان را احساس کردند. آخرین سخنان غفار خان به گاندی و متحدان، در حزب کنگره بود:"شما ما را جلوی گرگ پرتاب کردید.
هنگامی که همه‌پرسی پیش از الحاق به پاکستان برگزار شد، غفار خان و حزب کنگره ملی هند این همه‌پرسی را تحریم کردند. نتیجه این، در سال ۱۹۴۷ الحاق خیبر پختونخوا به پاکستان با اکثریت آراء امکان‌پذیر ساخته شد. لویه جرگه در مناطق قبیله‌ای نیز ترجیح داده شد جزئی از پاکستان باشد. غفار خان و خدمتگران خدا، با این حال، تصمیم به تحریم انتخابات همراه با پختون و دیگر ناسیونالیست‌ها گرفتند. برخیبر این باور بودند که بخشی از آرا باطل شده است.